# 埃德尔斯费尔德
埃德尔斯费尔德是德国巴伐利亚州的一个市镇。总面积34.72平方公里，总人口1883人，其中男性930人，女性953人（2011年12月31日），人口密度54人/平方公里。